# Lara Prašnikar
Lara Prašnikar (Celje, 8 de agosto de 1998) es una futbolista eslovena. Juega como centrocampista y su equipo actual es el 1. FFC Fráncfort de la Bundesliga Femenina, además forma parte de la selección nacional femenina de Eslovenia.

## Vida
Prašnikar nació en 1998, es hija del exjugador nacional yugoslavo y seleccionador nacional esloveno Bojan Prašnikar y de la empresaria Bernarda. Lara creció con su hermano Luka, 12 años mayor que ella, en Šmartno ob Paki.

## Carrera
Comenzó su carrera como jugadora juvenil en NK Šmartno 1928. En 2010 dejó Šmartno y se fue a ŠD Škale, donde fue ascendida al equipo principal en 2013. El 25 de agosto de 2013 hizo su debut absoluto con el ŽNK Rudar Škale, donde marcó dos goles en la victoria por 5-0 sobre el NK Velesovo. En su temporada de debut, marcó 23 goles en solo 19 partidos. En las siguientes temporadas, pudo marcar 23 goles en solo 16 partidos en 2014/15 y 31 goles en 2015/16. El 1. FFC Turbine Potsdam conoció a la delantera a través de sus 77 goles en 3 temporadas y la invitó a una sesión de entrenamiento de prueba en junio de 2016. Prašnikar pudo recomendarse allí y firmó un contrato de 2 años el 10 de agosto de 2016.
En 2018/19 se convirtió en jugadora regular y marcó 10 goles. En la temporada siguiente, marcó 15 goles en 16 partidos hasta el descanso debido a la pandemia de enfermedad por coronavirus. Para la temporada 2020/21 se cambió al 1. FFC Fráncfort y firmó un contrato hasta 2023.

## Selección nacional
Prašnikar hizo su debut en la selección eslovena en la clasificación para el Campeonato de Europa el 22 de septiembre de 2015 contra Escocia (0:3). Marcó su primer gol el 12 de abril de 2016 en el mismo torneo contra la selección de Macedonia (marcador final 8:1).